# Tirofàgia
La tirofàgia (grec: Τυρινή, Tiriní, o grec: Τυροφάγος, Tirofagos) és l'última setmana de carnaval en el calendari litúrgic ortodox. El seu nom, que deriva de la paraula grega τῡρός (tirós, ‘formatge’), és degut al fet que durant aquests dies ja no es pot menjar carn, però encara es poden consumir llet i productes lactis (així com peix i ous). L'últim dia d'aquesta setmana és el diumenge de tirofàgia, que és seguit pel Dilluns Pur i, per tant, per l'inici de la gran quaresma.
Se celebra arreu de Grècia, amb costums tradicionals com l'encesa de la copa a Kalí Vrissi, així com en altres contrades del món on hi ha creients ortodoxos.